# Regno Unito di Portogallo, Brasile e Algarves

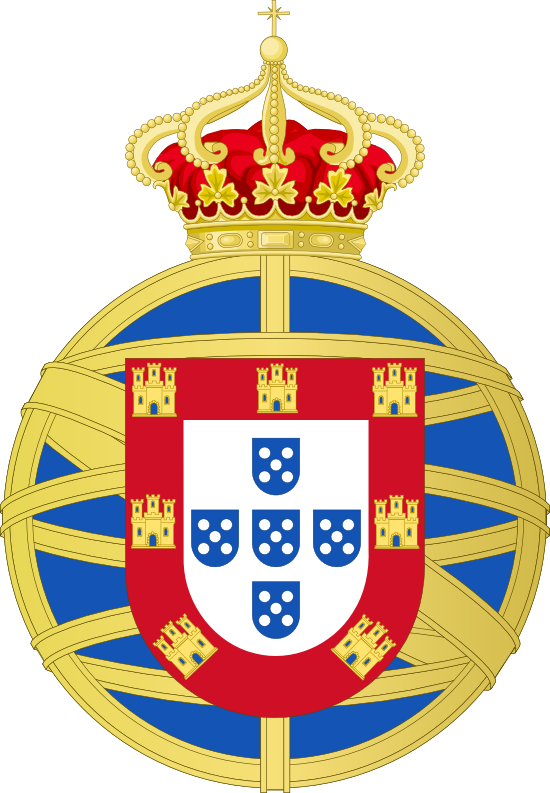
Blasone del Regno Unito di Portogallo, Brasile e Algarves, del 1816

Bandiera del Regno Unito di Portogallo, Brasile e Algarves

Putativa Bandiera del Regno di Portogallo e Algarves, come parte del Regno Unito di Portogallo, Brasile e Algarves

Putativa Bandiera del Regno del Brasile, come parte del Regno Unito di Portogallo, Brasile e Algarves

Il Regno Unito di Portogallo, Brasile e Algarves fu una monarchia costituita da Portogallo, Brasile e Algarves.
Il regno fu creato quando il principe Giovanni di Braganza, reggente del Portogallo per conto della madre, la regina Maria I, preda ormai di una grave malattia mentale, spostò la corte nella colonia brasiliana durante le guerre napoleoniche. La colonia del Brasile fu elevata a rango di regno, e i regni di Portogallo, di Brasile e di Algarve furono uniti con una legge del 16 dicembre 1815, nel contesto del Congresso di Vienna. Ufficialmente, lo status del Brasile come Regno Unito di Portogallo, Brasile e Algarve si concluse dopo la ratificazione da ambe le parti del Trattato di Rio de Janeiro, del 29 agosto del 1825, siglato alla fine della Guerra d'Indipendenza del Brasile.

## Trasferimento della Corte Portoghese
Nel 1808 la corte e la famiglia reale portoghese, scappando dalle truppe di Napoleone che avevano invaso il Portogallo, si trasferirono, scortati dall'esercito britannico, con una grande flotta e con tutta la sua burocrazia in quella che allora era una sua colonia, il Brasile, stabilendosi a Rio de Janeiro. Da lì il re portoghese governò il suo regno per tredici anni fino a che, a causa dell'instabilità che si era creata in patria, anche a causa dell'assenza dei reali, non fu costretto a tornare in Portogallo.

## Elevazione a Regno Unito
Nel contesto delle negoziazioni del Congresso di Vienna, il Brasile fu elevato alla condizione di regno. Perciò il 16 dicembre 1815 Giovanni di Braganza unì le tre corone che costituivano lo Stato portoghese, che assunse la denominazione ufficiale di Regno Unito di Portogallo, Brasile e Algarves. Il testo della legge fu pubblicato nella Gazzetta di Rio de Janeiro del 10 gennaio 1816, ufficializzandone l'atto. Rio de Janeiro, conseguentemente, assumeva lo status di Corte e Capitale, le antiche capitanerie passarono a chiamarsi Province (oggi, sono gli Stati del Brasile). Nello stesso anno, la regina Maria I morì e Giovanni fu incoronato re con il nome di Giovanni VI. Diede al Brasile come blasone la sfera manuelina con le Quinas (i cinque scudi d'armi del Portogallo), che si trovava già nel secolo precedente (1770) nelle monete dell'Africa portoghese.

## Rottura tra Portogallo e Brasile
Fu durante la condizione di regno che il Brasile affrontò le maggiori tensioni con il Portogallo, che finirono per dissolvere il Regno Unito. Il 26 aprile 1821 Giovanni VI rientrò in Portogallo, lasciando a Rio de Janeiro il figlio, principe Pietro de Alcântara di Braganza, come reggente. Con il rientro del re in patria iniziò un'intensa pressione politica da parte della Corte di Lisbona per ridurre i privilegi del Brasile. Tra le cause principali c'era quella del controllo commerciale, il cui Patto Coloniale fu rotto dal Decreto di Apertura dei Porti alle Nazioni Amiche, e il sempre più esiguo dominio politico sull'ex-colonia. A sua volta il Portogallo si trovava devastato dalle Guerre napoleoniche e dall'invasione del commercio inglese, che penalizzava la sua bilancia commerciale e generava un alto deficit.
Nel 1821 le Corti portoghesi emisero un decreto nel quale si decise che il Brasile sarebbe tornato ad essere una provincia controllata direttamente dal Portogallo. Poco dopo approvarono l'invio di truppe in Pernambuco, Bahia e Rio de Janeiro con il pretesto di garantire l'ordine. Il 30 settembre 1821 approvarono una legge che destituiva tutti i governatori brasiliani, creando una giunta governativa composta da cinque o sei membri per provincia, subordinata direttamente alle Corti di Lisbona. Il ruolo del principe reggente sarebbe stato ridimensionato notevolmente ed egli sarebbe stato unicamente il governatore della provincia di Rio de Janeiro e non più dell'intera colonia. Nonostante ciò, Pietro si sottomise ai diktat dei politici portoghesi.
Alla fine, però, davanti all'aggressività dei deputati portoghesi e al sentimento antilusitano dei brasiliani la rappresentanza brasiliana in Portogallo rifiutò di ratificare la nuova Costituzione portoghese e lasciò Lisbona. Ciò portò, il 7 settembre 1822, alla proclamazione dell'Indipendenza del Brasile da parte di Pietro, che assunse il titolo di Pietro I, imperatore del Brasile.

## Il regno dopo il 1822
Ufficialmente il Regno Unito di Portogallo, Brasile e Algarve si estinse dopo la ratificazione da ambe le parti del Trattato di Rio de Janeiro del 29 agosto 1825, siglato alla fine della Guerra d'Indipendenza del Brasile, che sancì la rifondazione del Regno del Portogallo e dell'Algarve e la nascita dell'Impero del Brasile. Secondo il trattato, Giovanni VI assunse la qualità e dignità di Imperatore Titolare del Brasile de jure, abdicando simultaneamente da questa corona in favore di suo figlio Pietro, allora giuridicamente ancora Principe Reale di Portogallo, Brasile e Algarves e già imperatore del Brasile de facto. Si manteneva quindi aperta la possibilità giuridica della riunificazione delle due corone, imperiale e reale, nella persona di Pietro quando fosse morto suo padre. Essendo il documento riconosciuto dalle due nazioni, tale fatto giuridico fu reso ufficiale da entrambe. Il trattato ufficializzò quindi la peculiare situazione del Brasile, che ebbe simultaneamente un imperatore e un re dal 1822 al 1825 e due imperatori dal 1825 al 1826.

## Sovrani del Regno Unito di Portogallo, Brasile e Algarves – Braganza
| Ritratto | Nome        | Casato   | Da   | Fino a | Coniuge di                         |
| -------- | ----------- | -------- | ---- | ------ | ---------------------------------- |
|          | Maria I     | Braganza | 1815 | 1816   | Pietro III del Portogallo (vedova) |
|          | Giovanni VI | Braganza | 1816 | 1822   | Carlotta Gioacchina di Spagna      |